# Poospiza alticola
Poospiza alticola là một loài chim trong họ Thraupidae.